# Ндур, Альюн
Алью́н Ндур (фр. Alioune Ndour; 3 марта 2001, Дакар) — сенегальский футболист, нападающий клуба «Дибба Аль-Хисн».

## Биография
Воспитанник сенегальского клуба «Карак», в футболке которого и начал взрослую футбольную карьеру. В 2019 году присоединился к чешскому клубу «Вишков».
30 сентября 2019 года переехал в США, где выступал в составе «Лудун Юнайтед» из Чемпионшипа USL. 7 января 2020 года «Лудун» объявил, что Ндур вернется в USL на сезон 2020.
21 октября 2020 года заключил 5-летнее соглашение с представителем Примейра-Лиги «Белененсеш САД».
2 сентября 2022 года отправился в аренду во французский клуб «Шатору» из Национального чемпионата, рассчитанную на сезон 2022/23 годов.
5 августа 2023 года новичок Примейра-Лиги «Эштрела» (Амадора), объявила об подписании 2-летнего контракта с Альюном. В феврале 2024 года Эштрела отправила Ндура в аренду в представителя украинской Премьер-лиги луганскую «Зарю» до завершения сезона 2023/24 годов с возможностью выкупа за сумму около 300 000 евро.